# 胰阔盘吸虫
胰阔盘吸虫（学名：Eurytrema pancreaticum）为双腔科阔盘属的动物。分布于亚洲、欧洲、南美洲以及中国等地，营寄生生活，终末宿主山羊、绵羊、黄牛、水牛、骆驼、兔、河麂，寄生于胰脏以及胰管。